# Augustin Novák

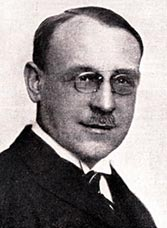
Augustin Novák

Augustin Novák (* 20. September 1872 in Kralupy nad Vltavou; † 9. Mai 1951 in Prag) war ein tschechoslowakischer Volkswirtschaftler und Finanzminister.

## Politische Karriere
Augustin Novák, der sich der Československá národní demokracie (Tschechoslowakische nationaldemokratische Partei) zugehörig fühlte, studierte die Handelsakademie in Prag. Nach dem Abschluss war er im Banksektor tätig: 1889 bis 1898 in der Česká banka Union, anschließend in der  Zemská banka (Landesbank) in Prag, in der er 1916 Direktor der Handelsabteilung wurde.
Nach der Entstehung der Tschechoslowakei 1918 beteiligte sich Novák ausschlaggebend an der Währungstrennung und an der Herausbildung der neuen Währungsstrategie, wo er eng mit Alois Rašín, der 1918–1919 Finanzminister war, zusammenarbeitete. Von 1919 bis 1926 war Novák Oberdirektor des Bankamtes beim Finanzministerium und übte diese Funktion auch nach der Umwandlung des Bankamtes in die Tschechoslowakische Nationalbank (Národní banka československá) bis 1934 aus. Von 1921 bis 1922 war Novák Finanzminister in der Regierung Edvard Beneš.